# Maroun al-Ras
Maroun al-Ras (مارون الراس) est un village de la muhafazah de Bint-Jbeil au sud Liban. Le village a été occupé par Israël de 1985 jusqu'à 2000, date du retrait de l'armée israélienne. Le village est à la frontière entre le Liban et Israël. De forts combats y ont opposé le Hezbollah et Tsahal durant le conflit israélo-libanais de 2006. Il redevient le terrain d’affrontements brutaux entre la milice chiite et l’armée israélienne lors de l’invasion israélienne du Liban en 2024.

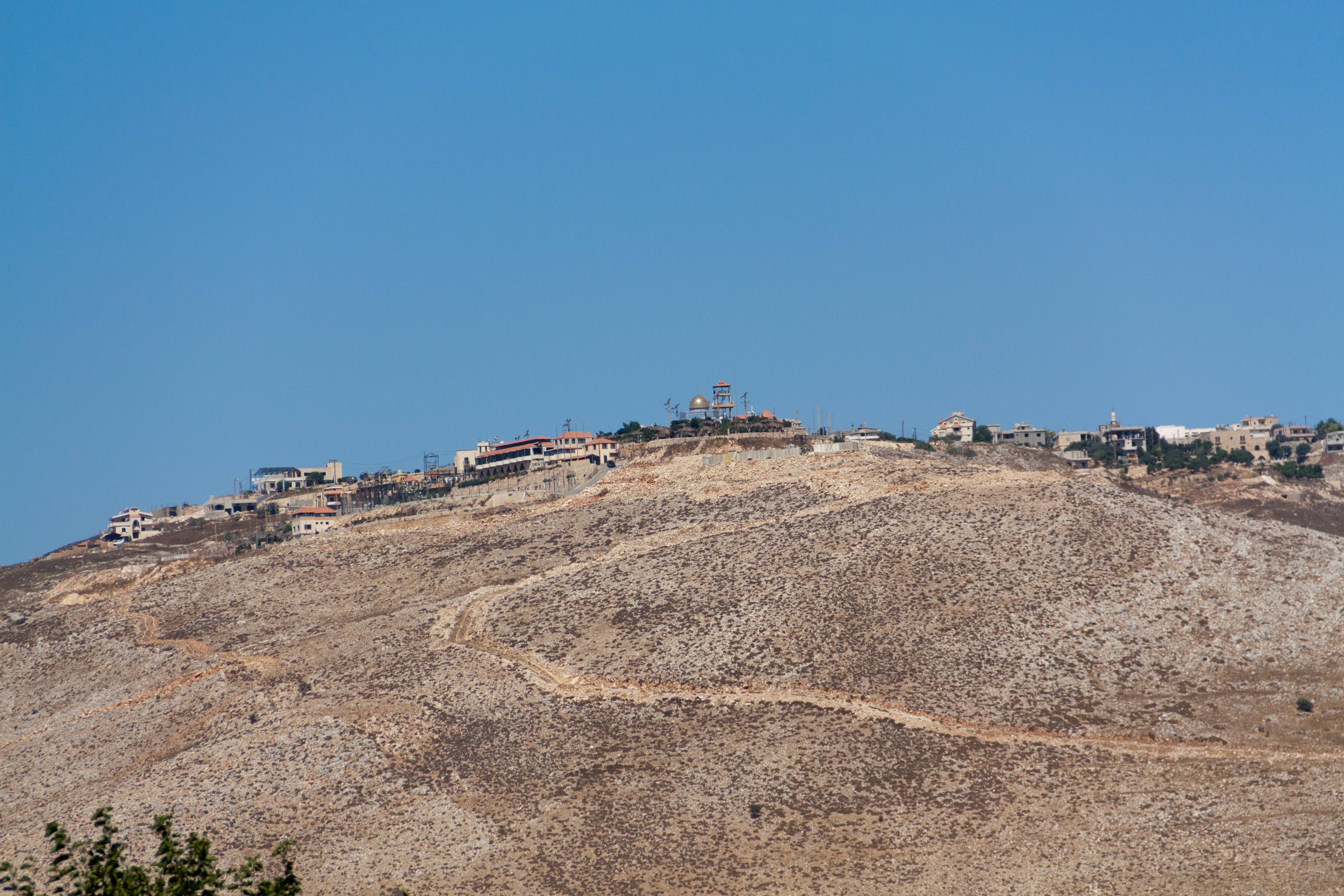
Le village de Maroun Al Ras, vu du côté israélien de la frontière, près d'Avivim